# مرض كارولي
مرض كارولي (بالإنجليزية: Caroli disease)‏ (توسع كهفي متصل، أو توسع كيسي خلقي للأقنية الصفراوية داخل الكبد) هو اضطراب وراثي نادر يتميز بالتوسع الكيسي، أو توسع القنوات الصفراوية داخل الكبد. يوجد نمطان لمرض كارولي: يتكون داء كارولي البؤري أو مرض كارولي البسيط من قنوات صفراوية متسعة بشكل غير طبيعي تؤثر على جزء معزول من الكبد. الشكل الثاني أكثر انتشارًا، وعندما يرتبط بارتفاع ضغط الدم البابي والتليف الكبدي الخلقي غالبًا ما يشار إليه باسم متلازمة كارولي. الاختلافات الأساسية بين النوعين ليست مفهومة جيدًا. يرتبط داء كارولي أيضًا بفشل الكبد وداء الكلى متعدد الكيسات. يصيب المرض شخصًا واحدًا من بين كل مليون شخص، مع وجود حالات إصابة بمتلازمة كارولي أكثر من المرض.
يختلف داء كارولي عن الأمراض الأخرى التي تسبب توسع الأقنية الناجم عن الانسداد، إذ أنه ليس أحد مشتقات الكيس الصفراوي المتعدد.

## العلامات والأعراض
تشتمل الأعراض الأولى عادة على الحمى وآلام البطن المتقطعة وتضخم الكبد. من حين لآخر، يحدث تلون أصفر للجلد. يحدث داء كارولي عادة في وجود أمراض أخرى، كداء الكلى متعدد الكيسات المتنحي، والتهاب الأقنية الصفراوي، وحصيات المرارة، والخراج الصفراوي، والإنتان، وتليف الكبد، والفشل الكلوي، وسرطان القنوات الصفراوية (7٪ يتأثر). الأشخاص المصابون بداء كارولي معرضون بنسبة 100 مرة للإصابة بسرطان القنوات الصفراوية أكثر من عامة السكان. بعد التعرف على أعراض الأمراض ذات الصلة، يمكن تشخيص مرض كارولي.
المراضة شائعة وتحدث بسبب مضاعفات التهاب الأقنية الصفراوية وتعفن الدم وتكلس القناة الصفراوية وسرطان القنوات الصفراوية. غالبًا ما تدفع هذه الحالات المرضية إلى التشخيص. قد يكون ارتفاع ضغط الدم البابي موجودًا، ما يؤدي إلى حالات أخرى بما في ذلك تضخم الطحال، والتقيؤ الدموي. يمكن أن تؤثر هذه المشاكل بشدة على نوعية حياة المريض. في فترة 10 سنوات بين عامي 1995 و2005، عولج 10 مرضى فقط جراحيًا من مرض كارولي، بمتوسط عمر 45.8 عامًا.
بعد مراجعة 46 حالة من مرض كارولي قبل عام 1990، كانت 21.7٪ من الحالات ناتجة عن كيس داخل الكبد أو تمدد غير معاق للشجرة الصفراوية، 34.7٪ كانت مرتبطة بالتليف الكبدي الخلقي، 13٪ كانت معزولة عن تمدد كيسي صفراوي، والباقي 24.6٪ مزيج من الثلاثة.

## الأسباب
يبدو أن السبب وراثي. الشكل البسيط هو سمة جسمية سائدة، في حين أن الشكل المعقد هو سمة جسمية متنحية. الإناث أكثر عرضة للإصابة بمرض كارولي من الذكور. قد يشمل تاريخ العائلة أمراض الكلى والكبد بسبب الارتباط بين مرض كارولي وأيه آر بّي كيه دي. عُثر على جين بّي كيه إتش دي1 المرتبط بـ أيه آر بّي كيه دي متحورًا في مرضى متلازمة كارولي. يُعبر عن بّي كيه إتش دي1 بشكل أساسي في الكلى ذات المستويات المنخفضة في الكبد والبنكرياس والرئتين، وهو نمط يتوافق مع النمط الظاهري للمرض، والذي يؤثر بشكل أساسي على الكبد والكلى. لم يُحدد الأساس الجيني للفرق بين مرض كارولي ومتلازمة كارولي. 

## التشخيص
تسمح تقنيات التصوير الحديثة بإجراء التشخيص بسهولة أكبر وبدون التصوير الجراحي للشجرة الصفراوية. بشكل عام، يقتصر المرض على الفص الأيسر من الكبد. تُظهر الصور التي التُقطت بواسطة الأشعة المقطعية أو الأشعة السينية أو التصوير بالرنين المغناطيسي قنوات صفراوية متضخمة داخل الكبد (في الكبد) بسبب التوسع. باستخدام الأمواج فوق الصوتية.
يمكن رؤية تمدد أنبوبي للقنوات الصفراوية. في الفحص بالتصوير المقطعي المحوسب، يمكن ملاحظة مرض كارولي من خلال ملاحظة العديد من الهياكل الأنبوبية المملوءة بالسوائل والتي تمتد إلى الكبد. يجب استخدام التصوير المقطعي المحوسب عالي التباين للتمييز بين الحصوات والقنوات المتسعة. تجعل غازات الأمعاء وعادات الجهاز الهضمي من الصعب الحصول على مخطط صوتي واضح، لذلك يعد التصوير المقطعي بديلًا جيدًا. عندما يحتوي جدار القناة الصفراوية داخل الكبد على نتوءات، فمن الواضح أنه يُنظر إليه على أنه نقاط مركزية أو خط خطي. عادة ما يُشخص مرض كارولي بعد اكتشاف علامة النقطة المركزية في الأشعة المقطعية أو الأمواج فوق الصوتية. ومع ذلك، فإن تصوير الأقنية الصفراوية هو الأسلوب الأفضل والأخير لإظهار القنوات الصفراوية المتضخمة نتيجة لمرض كارولي.

## العلاج
يعتمد العلاج على السمات السريرية وموقع الشذوذ الصفراوي. عندما يكون المرض موضعيًا في فص واحد من الكبد، فإن استئصال الكبد يخفف الأعراض ويبدو أنه يزيل خطر الإصابة بالأورام الخبيثة. تشير الأدلة الجيدة إلى أن الورم الخبيث يعقد مرض كارولي في نحو 7٪ من الحالات.
تستخدم المضادات الحيوية لعلاج التهاب القناة الصفراوية، ويستخدم حمض الأورسوديوكسيكوليك لعلاج التهاب الكبد. يُعطى اليورسوديول لعلاج التكلس الصفراوي. في الحالات المنتشرة لمرض كارولي، تشمل خيارات العلاج العلاج المحافظ أو بالتنظير، وإجراءات المجازة الصفراوية الداخلية، وزرع الكبد في حالات مختارة بعناية. استُخدم الاستئصال الجراحي بنجاح عند المرضى الذين يعانون من مرض أحادي الفص. زرع الكبد هو خيار آخر يستخدم فقط عندما لا يكون للمضادات الحيوية أي تأثير، بالإضافة إلى التهاب الأقنية الصفراوية المتكرر. مع زراعة الكبد، عادة ما يتم تجنب سرطان القنوات الصفراوية على المدى الطويل.
دراسات الأسرة ضرورية لتحديد ما إذا كان مرض كارولي ناتجًا عن أسباب وراثية. تُجرى المتابعة المنتظمة، بما في ذلك الأمواج  فوق الصوتية وخزعات الكبد.